# Seetalské Alpy
Seetalské Alpy (německy Seetaler Alpen) jsou pohoří v  Lavanttalských Alpách, nebo také v Norických Alpách, v Rakousku, jižně od řeky Mury, mezi obcemi Scheifling a Zeltweg.  Nejvyšším vrcholem pohoří je hora Zirbitzkogel (2396 m). 

## Topografie
Seetalské Alpy jsou ohraničeny ze severu údolím řeky Mury, na východě sedlem Obdacher Sattel, na jihu sedlem Klippitztörl (od pohoří Saualpe) a na západě sedlem Neumarkter Sattel. Většina pohoří leží v rakouské spolkové zemi Štýrsko, pouze část mezi horou Zöhrerkogel a sedlem Klippitztörl zasahuje do Korutan. Nejvýznamnější vrcholy od severu k jihu jsou: 
- Weißeck (1 743 m)
- Brandriegel (1 721 m)
- Hohe Ranach (1 981 m)
- Erslstand (2 124 m)
- Wenzelalpe (2 151 m)
- Kreiskogel (2306 m) s velmi obtížnou zajištěnou cestou Lukas-Max[1]
- Scharfes Eck (2 364  m)
- Zirbitzkogel (2 396 m)
- Fuchskogel (2 214 m)
- Streitwiesenalm (místně nazývaný Blutwiese) a kříž Judenburg (1 764 m)
- Zöhrerkogel (1874 m)
- Angerlkogel (1 774 m)
- Jägerstube (1 749 m)

U Klippitztörlu leží velké lyžařské středisko. Lyžuje se také na sjezdovkách v blízkosti chat Sabathy a Tonnerhütte. 
Vysokohorský řetěz má několik členitých skalních útvarů, které vystupují nad hranici lesa. 
Území protíná rakouská dálková pěší stezka č. 08, Eisenwurzenweg. Ta dosahuje svého nejvyššího bodu na vrcholu Zirbitzkogel. 

## Cestovní ruch
Pohoří je oblíbené u horolezců a pěších návštěvníků. Dále je tu několik lyžařských areálů na severně od sedla Klippitztörl. 
Na severních svazích pohoří leží vojenský výcvikový areál Seetaler Alpe, který provozuje Armáda Rakouska a který je přístupný z Judenburgu. 

## Chaty
- chata Winterleitenhütte (1782  m) severovýchodně od Zirbitzkogel
- Alpengasthof Sabathy (1 620  m), na východním úpatí Zirbitzkogel
- Zirbitzkogel-Schutzhaus, oficiálně zvaná Helmut-Erd-Schutzhaus (2 376  m), těsně pod vrcholem Zirbitzkogel
- chata Tonnerhütte (1 600)   m), v polovině cesty na Zirbitzkogel z Mühlenu a Zirbitzkogelu
- chata Waldheimhütte (1 614  m), v polovině cesty na Zirbitzkogel z Obdachu
- chata St.Martiner  (1 710 m), v blízkosti Streitwiesenalm
- Klippitztörlhütte (1 644 m), na sedle Klippitztörl, nedaleko lyžařského areálu